# Кампинская (порода кур)
Кампинская (фр. Campine; также кемпенская) — одна из так называемых автохтонных или народных пород кур. Тип продуктивности — яичный.
Порода была выведена на территории современного Бельгийского региона Кампин (Де-Кемпен) в средние века путём так называемой народной селекции кур породы фаюми, завезённых в Галлию из Египта во времена поздней Римской империи. Куры имеют небольшие размеры. Самцы и самки имеют практически идентичную окраску кроющих перьев. Основные разновидности окраса - серебристые и золотистые. Биологически кампинские куры тесно связаны с курами породы бракель. На их основе также создана порода Себрайт. Одной из особенностей породы является то, что петухи некоторых её популяций имеют рулевые перья, характерные для кур. Из-за невысокой продуктивности порода разводится в основном в приусадебных хозяйствах стран Бенелюкса, а также сохраняется в ряде мировых коллекционариев как генетический резерв.